# Brockhampton
Brockhampton, stylisé en capitale, était un boys band de hip-hop américain, originaire de San Marcos, au Texas. Le groupe était composé de quatorze personnes.

## Histoire

### Formation et débuts (2010-2014)
Bien qu'ils ne fassent pas tous partie du groupe d'origine, Kevin Abstract, Ameer Vann, Joba, Matt Champion et Merlyn Wood se rencontrent durant leur adolescence alors qu'ils fréquentent tous le Woodlands High School au Texas. En 2010, Kevin Abstract publie un post sur un forum en ligne, KanyeLive (maintenant connu sous le nom de KanyeToThe), demandant si quelqu'un souhaite former un groupe. Plus de 30 personnes répondent. AliveSinceForever se constitue. Le groupe ne devient actif qu'en 2012. En 2013, AliveSinceForever publie son premier album, The ASF EP. La formation comprend Kevin Abstract, Ameer Vann, Dom McLennon et Mic Kurb (plus tard connu sous le nom de Rodney Tenor). À la fin de 2014, AliveSinceForever devient Brockhampton, du nom de la rue où Kevin Abstract a grandi à Corpus Christi, au Texas,,.

### All-American Trash (2014-2016)
Après la sortie de MTV1987, de Kevin Abstract, plusieurs nouveaux membres se joignent au groupe Brockhampton. En janvier 2015, ce groupe publie son premier single, Bet I, accompagné d'une vidéo réalisée par les membres Henock "HK" Sileshi et Franklin Mendez. Le 16 juin 2015, Brockhampton sort son deuxième single, Hero. Le même mois, Brockhampton remporte le concours VFiles Loud et obtient la réalisation d'un clip vidéo, réalisé par des professionnels, pour son prochain single Dirt, diffusé via Fool's Gold Records. Le 24 mars 2016, Brockhampton, désormais basé à Los Angeles, publie gratuitement sa première mixtape, All-American Trash.

### La trilogie Saturation (2017)
En janvier 2017, Brockhampton publie un nouveau single indépendant et clip vidéo, Cannon. En mai 2017, Brockhampton sort Face, le premier single et vidéo faisant la promotion de leur premier album, Saturation. Tout au long du mois, le groupe publie plusieurs singles et clips vidéo pour la promotion de l'album, notamment Heat, Gold et Star, qui sont tous réalisés par Kevin Abstract et tournés dans leur quartier de South Central, à Los Angeles. Le même mois, il est annoncé que Brockhampton serait le sujet de la prochaine série américaine de Viceland, American Boyband, dont la première devrait avoir lieu le 8 juin 2017. Une vidéo musicale indépendante intitulée Lamb sort le 8 juin 2017. Saturation est rendu public le 9 juin 2017, bien accueilli par les critiques et apportant une nouvelle attention au groupe. 
Après la publication de Saturation, Kevin Abstract déclare que Brockhampton travaille déjà sur une suite, intitulée provisoirement Saturation II. Le 1er août 2017, Brockhampton publie le premier single et le clip vidéo, intitulé Gummy. Une semaine plus tard, ils publient le deuxième single ainsi que le clip vidéo intitulé Swamp. Le 15 août, ils sortent le troisième single, intitulé Junky, et plus tard dans la journée, ils annoncent via Twitter la date de sortie de Saturation II. Le dernier single et la vidéo de l'album, Sweet, sont publiés le 22 août. La sortie surprise de Follow suit le même jour, après quoi Kevin Abstract annonce via Twitter que la trilogie Saturation conclura avec Saturation III. Saturation II est publié le 25 août et suscite à nouveau l’attention ainsi que de bonnes critiques de la presse. 
Le 1er décembre, Brockhampton annonce officiellement Saturation III présenté comme son dernier album studio (ce caractère ultime étant ensuite démenti). L'album associe, selon le journal français Libération, des références à Spike Jonze pour les clips, Tyler The Creator pour le rap, One Direction pour la pop, tout en évoquant dans ses textes des thématiques peu habituelles, leur leader Kevin Abstract étant ouvertement homosexuel.   Le 12 décembre, ils publient le single et la vidéo de l'album, Boogie. Le 14 décembre 2017, Brockhampton annonce son quatrième album studio, Team Effort, qui doit paraître en 2018, ainsi qu'un nouveau single de Saturation III, Stains. Saturation III est publié mi-décembre 2017.

### Iridescence (2018-2019)
En mars 2018, Brockhampton annonce que Team Effort est reporté indéfiniment et qu'ils sortiront plutôt leur quatrième album studio nommé Puppy à la mi-2018. La semaine suivante, le groupe annonce via les médias sociaux avoir signé un contrat avec le label RCA Records de Sony. Billboard rapporte que, selon les sources du label, l'accord a été conclu sur la base de 15 millions de dollars pour six albums sur trois ans.
Puppy est reporté à la suite d'allégations d'inconduite sexuelle contre un des membres fondateurs, Ameer Vann. Bien que Ameer Vann admette avoir été violent mentalement et verbalement, il nie les allégations d'abus sexuel,. Le 27 mai, Brockhampton annonce qu'Ameer Vann ne fait plus partie du groupe, déclarant qu'on « leur avait menti » et s'excusant « de ne pas avoir pris la parole plus tôt ». Le groupe annule donc les dates restantes de leur tournée, y compris une apparition au Governors Ball Music Festival. Le 20 juin, le groupe se produit dans The Tonight Show Starring Jimmy Fallon, leur première représentation depuis l'annonce du départ d'Ameer Vann. Ils interprètent le titre Tonya, accompagnés par Jazmine Sullivan, Ryan Beatty et Serpentwithfeet, et révèlent le nouveau titre de leur prochain album, The Best Years of Our Lives. 
Le groupe reprend sa tournée estivale, en étant tête d'affiche à l'Agenda Festival à Long Beach, en Californie. Le mois suivant, le groupe annonce une émission de radio intitulée Beats 1 (Things We Lost in the Fire Radio), promettant de la « musique tout l'été ». Le premier épisode de la série est diffusé en juillet 2018, avec le premier extrait du single 1999 Wildfire, publié ce jour-là avec un clip vidéo. Il est suivi par le single 1998 Truman et 1997 Diana. Le 26 août 2018, Brockhampton annonce qu'un nouvel album intitulé Iridescence, enregistré aux Studios Abbey Road, sera publié en septembre. Le groupe révèle également les dates de sa nouvelle tournée "i'll be there". Iridescence est officiellement sortie le 21 septembre 2018. L'album débute à la première place du Billboard 200.

### Ginger (2019)
Au mois de juin 2019, Kevin Abstract révèle dans une interview à GQ vouloir faire « un album d'été. Qui fait du bien »,. Un mois plus tard, Brockhampton dévoile le titre de leur prochain album, Ginger, prévu pour août 2019. L'album sort le 23 août, promu par quatre singles accompagnés de clips vidéos.

### Technical Difficulties (2020)
Fin avril 2020, à la suite de la pandémie de coronavirus, le groupe a commencé à publier des singles non produits en studio sous le titre "Technical Difficulties" sur sa chaîne YouTube. Ces chansons ont été enregistrées pendant la quarantaine que s'est imposée le groupe. Des livestreams précédant la sortie de ces singles ont été diffusés sur la plateforme Twitch pour les fans. Les chansons "N.S.T", "things cant stay the same", "M.O.B", "Twisted", "I.F.L", "Baby Bull", "Downside", "Fishbone" & "Chain On / Hold Me" ont été diffusées sur YouTube, et beaucoup d'autres ont été présentées en avant-première sur leurs livestreams. Parallèlement aux sorties de singles, les membres ont déclaré sur les live-streams qu'un sixième album avait été " soniquement terminé ". Les initiales de l'album, RR, ont été confirmées par Romil Hemnani.

### Roadrunner: New Light, New Machine (2021)
En janvier 2021, Kevin Abstract a teasé le titre du sixième album de Brockhampton, Roadrunner : New Light, New Machine, via Instagram. Le 2 janvier 2021, Brockhampton a publié un extrait du single principal de l'album, Buzzcut, sur Instagram.
Le 24 mars 2021, le groupe a publié "Buzzcut", avec Danny Brown, suivi d'une annonce le 26 mars de l'album, intitulé Roadrunner : New Light, New Machine. Le 31 mars, Kevin Abstract s'est rendu sur Twitter pour confirmer la liste des titres de l'album. Il a également annoncé que l'album final de Brockhampton était prévu pour être publié plus tard en 2021. Il a ensuite été reporté à 2022, jusqu'à ce que l'album soit mis en attente indéfiniment, Brockhampton ayant annoncé une pause de durée indéfinie le 14 janvier 2022. Le deuxième single "Count On Me" est sorti le 2 avril et l'album est sorti dans le monde entier le 9 avril. Le clip de "Count On Me" est sorti le 13 avril avec Lil Nas X et Dominic Fike. Kevin Abstract révèle plus d'un an après, dans "Brockhampton" sur "The Family" que le single était un coup marketing souhaité par leur label. En plus de figurer sur la bande originale de Space Jam : A New Legacy, le groupe a enregistré une chanson intitulée "MVP", échantillonnant et interpolant le tube de Kris Kross, "Jump".

### Séparation du groupe, The Family et TM (2022)
Le 14 janvier 2022, le groupe a annoncé sur ses comptes de médias sociaux qu'une pause indéfinie à la fin de sa performance à Coachella sera effectuée. Après leur set à Coachella le 16 avril 2022, le groupe a annoncé que leur dernier album sortirait la même année. Le 27 octobre 2022, une vidéo sur YouTube a révélé que le dernier album de Brockhampton serait intitulé The Family. Les deux premiers singles, "Big Pussy" et "The Ending" comportent uniquement Kevin Abstract à la surprise du public. Le 17 novembre, The Family est disponible est un un album quasiment solo du fondateur de Brockhampton. Suivi de "TM", un album surprise figurant le reste du groupe qui a été annoncé le même jour que la sortie de "The Family " dans une image que Kevin Abstract a posté sur son Twitter et qu'il sortirait le jour suivant. À 35 et 37 minutes respectivement, ces deux projets sont les plus courts que Brockhampton ait sorti à ce jour.

## Membres

### Membres finaux du groupe
- Kevin Abstract - voix, production, direction vidéo, direction créative (2010-2022)[20]
- Dom McLennon - voix, production (2011-2022)[20]
- Kiko Merley - production (2011-2022)[20]
- Romil Hemnani - production, ingénierie d'enregistrement, disc-jockey (2010-2022)[20]
- Russell "Joba" Boring - voix, production, mixage, mastering, piano (2012-2022)[20]
- Jon Nunes - management (2012-2022)[20]
- Henock "HK" Sileshi - direction créative, conception graphique (2010-2022)[20]
- William "Merlyn" Wood Jr. - voix (2012-2022)[20]
- Ciarán "Bearface" McDonald - voix, guitare, production (2013-2022)[20]
- Robert "Roberto" Ontenient - production, conception web, programmeur d'applications (2013-2022), sketchs (2017, 2021), production occasionnelle (2014, 2017)[20]
- Matt Champion - voix (2014-2022)[20], direction vidéo (2022)
- Jabari Manwa - production (2015-2022)[20], voix (2020-2022)
- Ashlan Grey - photographie, webmaster (2016-2022)[20]

### Ex-membres
- Ameer Vann – voix (2010−2018)[20],[21]
- Rodney Tenor – voix (2010−2016)
- Albert Gordon – production (2014–2016)
- Anish Ochani – management (2010–2017)
- Adam Carrasco – conception graphique (2016–2018)

## Discographie

### Albums studio
- 2017 : Saturation
- 2017 : Saturation II
- 2017 : Saturation III
- 2018 : Iridescence
- 2019 : Ginger
- 2021 : Roadrunner: New Light, New Machine
- 2022 : The Family
- 2022 : TM

### Mixtape
- 2016 : All-American Trash